# Comuna Câmpulung la Tisa, Maramureș
Câmpulung la Tisa (în maghiară Hosszúmező, în germană Langenfeld an der Theiß, în ucraineană Довге Поле, transliterat: Dobre Pole) este o comună în județul Maramureș, Transilvania, România, formată numai din satul de reședință cu același nume.

## Demografie
Componența etnică a comunei Câmpulung la Tisa
     Maghiari (76,69%)
     Români (15,77%)
     Romi (2,3%)
     Alte etnii (0,78%)
     Necunoscută (4,46%)
Componența confesională a comunei Câmpulung la Tisa
     Reformați (36,87%)
     Ortodocși (25,82%)
     Romano-catolici (12,39%)
     Creștini de rit vechi (10,92%)
     Adventiști (2,43%)
     Greco-catolici (2,38%)
     Martori ai lui Iehova (1,99%)
     Alte religii (2,38%)
     Necunoscută (4,81%)
Conform recensământului efectuat în 2021, populația comunei Câmpulung la Tisa se ridică la 2.308 locuitori, în scădere față de recensământul anterior din 2011, când fuseseră înregistrați 2.485 de locuitori. Majoritatea locuitorilor sunt maghiari (76,69%), cu minorități de români (15,77%) și romi (2,3%), iar pentru 4,46% nu se cunoaște apartenența etnică. Din punct de vedere confesional, cei mai mulți locuitori sunt reformați (36,87%), cu minorități de ortodocși (25,82%), romano-catolici (12,39%), creștini de rit vechi (10,92%), adventiști (2,43%), greco-catolici (2,38%) și martori ai lui Iehova (1,99%), iar pentru 4,81% nu se cunoaște apartenența confesională.

## Politică și administrație
Comuna Câmpulung la Tisa este administrată de un primar și un consiliu local compus din 11 consilieri. Primarul, Ludovic R-Fekete[*], de la Uniunea Democrată Maghiară din România, este în funcție din 2016. Începând cu alegerile locale din 2024, consiliul local are următoarea componență pe partide politice:

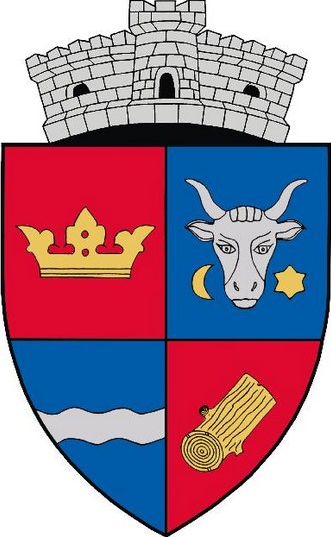
Stemă

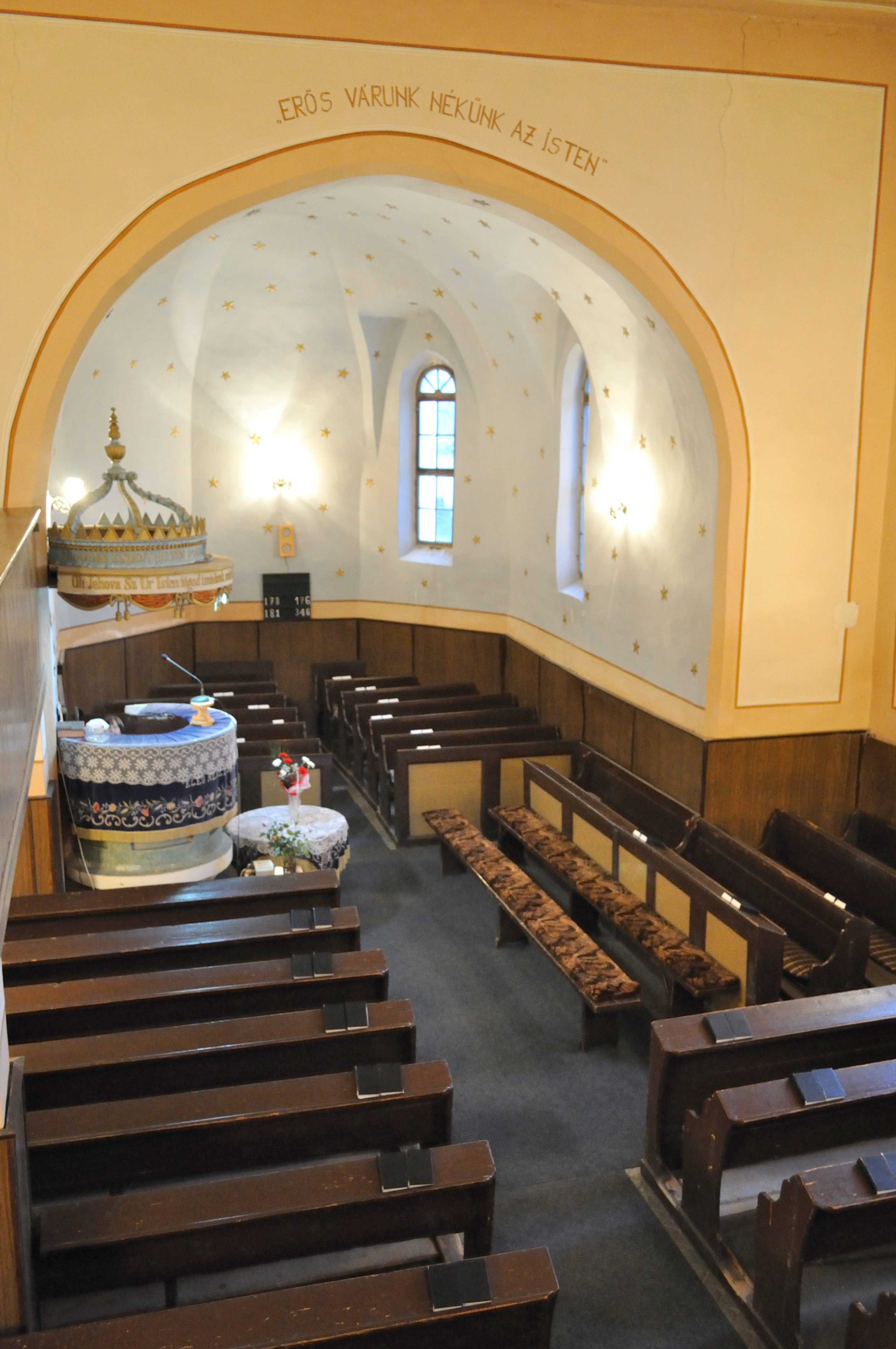
Interiorul Bisericii Reformate

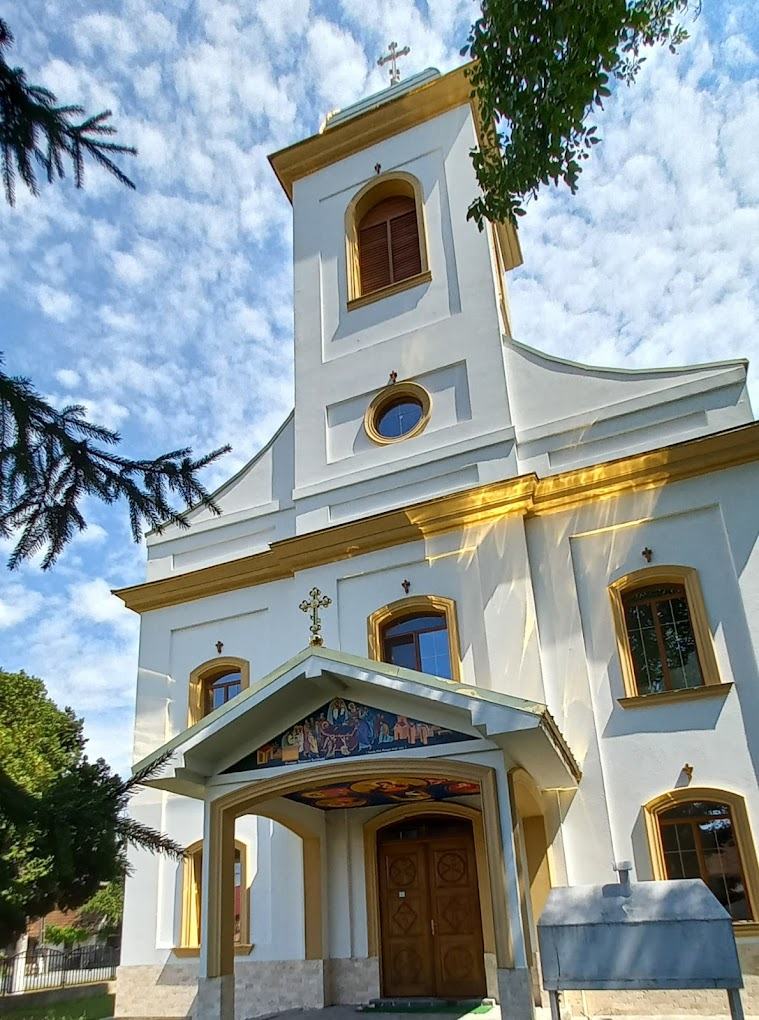
Biserica Ortodoxă Ucraineană

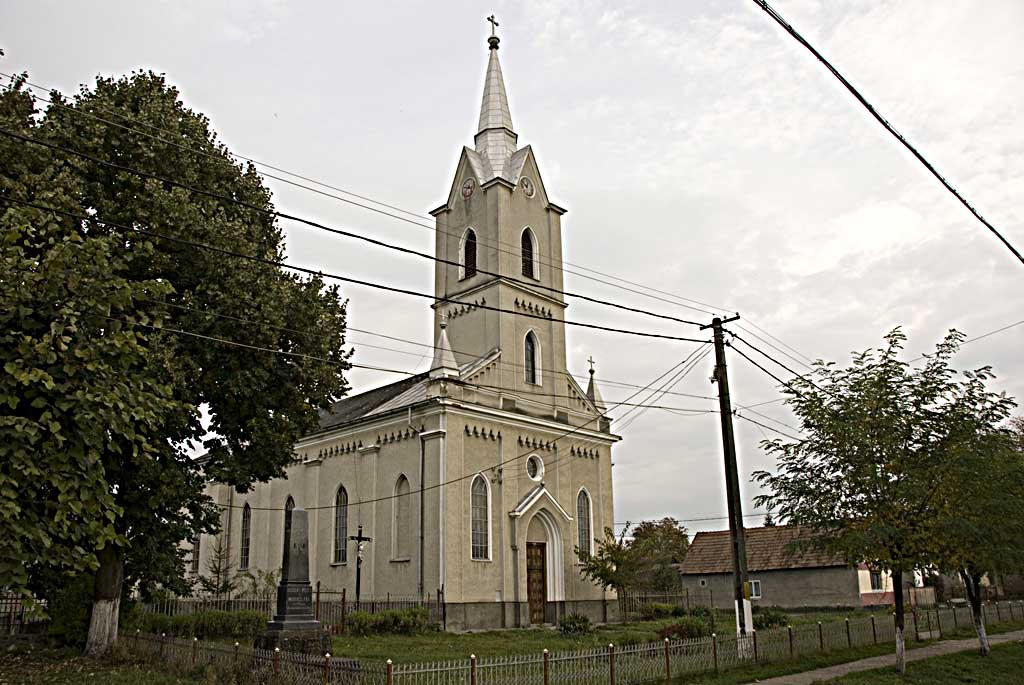
Biserica Romano-Catolică

|  | Partid                                 | Consilieri | Componența Consiliului | Componența Consiliului | Componența Consiliului | Componența Consiliului | Componența Consiliului | Componența Consiliului |
|  | -------------------------------------- | ---------- | ---------------------- | ---------------------- | ---------------------- | ---------------------- | ---------------------- | ---------------------- |
|  | Uniunea Democrată Maghiară din România | 6          |                        |                        |                        |                        |                        |                        |
|  | Partidul Național Liberal              | 3          |                        |                        |                        |                        |                        |                        |
|  | Partidul Social Democrat               | 2          |                        |                        |                        |                        |                        |                        |

## Personalități născute aici
- Emeric Dembroschi (n. 1945), fotbalist, antrenor.
- Ștefan Balasz (n. 1958), artist plastic, sculptor.

## Vezi și
- Biserica reformată din Câmpulung la Tisa
- Igniș - sit de importanță comunitară inclus în rețeaua europeană Natura 2000.
- Voievodatul Maramureșului
- Munții Gutâi (arie de protecție specială avifaunistică)
- Tisa Superioară (arie de protecție specială avifaunistică)